# La Valle Agordina
La Valle Agordina är en ort och kommun i provinsen Belluno i regionen Veneto i Italien. Kommunen hade 1 070 invånare (2018).